# Tratado de Traventhal
El Tratado de Traventhal fue un tratado de paz entre Carlos XII de Suecia y Federico IV de Dinamarca, firmado el 18 de agosto de 1700 en el castillo de Traventhal ubicado al oeste de Lübeck. El reino de Dinamarca había invadido el ducado de Holstein-Gottorp, en el contexto de una alianza secreta en contra de Carlos XII, que fracasó, al invadir Suecia exitosamente el reino de Dinamarca el 25 de julio del mismo año, como respuesta militar en apoyo de su aliado, el ducado de Holstein-Gottorp. 
Las principales condiciones fueron:
- Dinamarca reconoce la independencia del ducado de Holstein-Gottorp
- Dinamarca le pagará al ducado de Holstein Gottorp la cantidad de 260.000 coronas como reparaciones de guerra
- Dinamarca se compromete a no apoyar a los enemigos de Suecia
- El ducado de Holstein-Gottorp mantendrá su derecho de poseer un ejército, limitando a 6.000 la cantidad de soldados extranjeros a su servicio.

El Tratado significó la primera victoria de Suecia en la Gran Guerra del Norte.